# Aufklärungsturm A

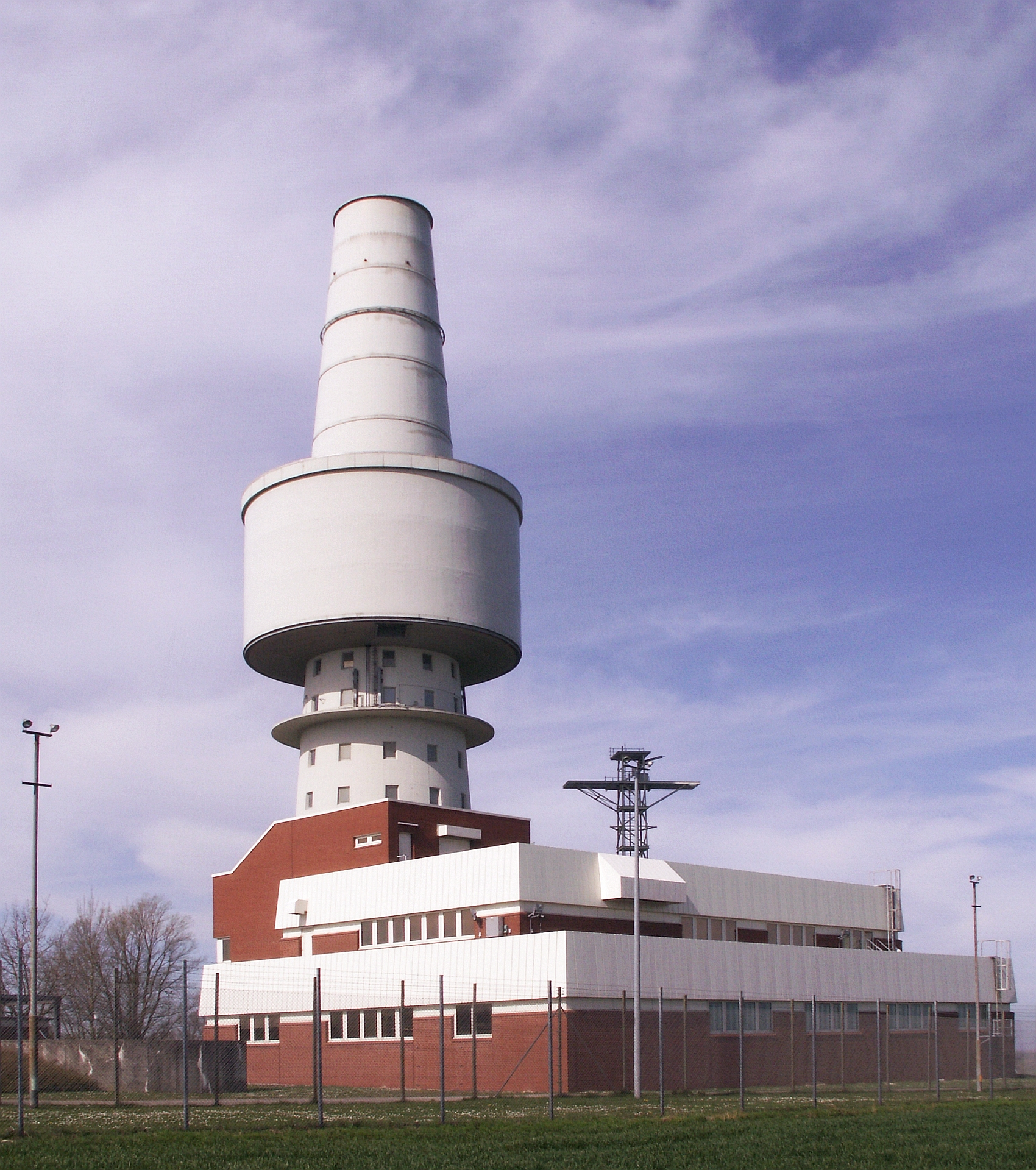
Fernmeldesektorturm A Klaustorf nahe Großenbrode, Ansicht von Osten (2007)

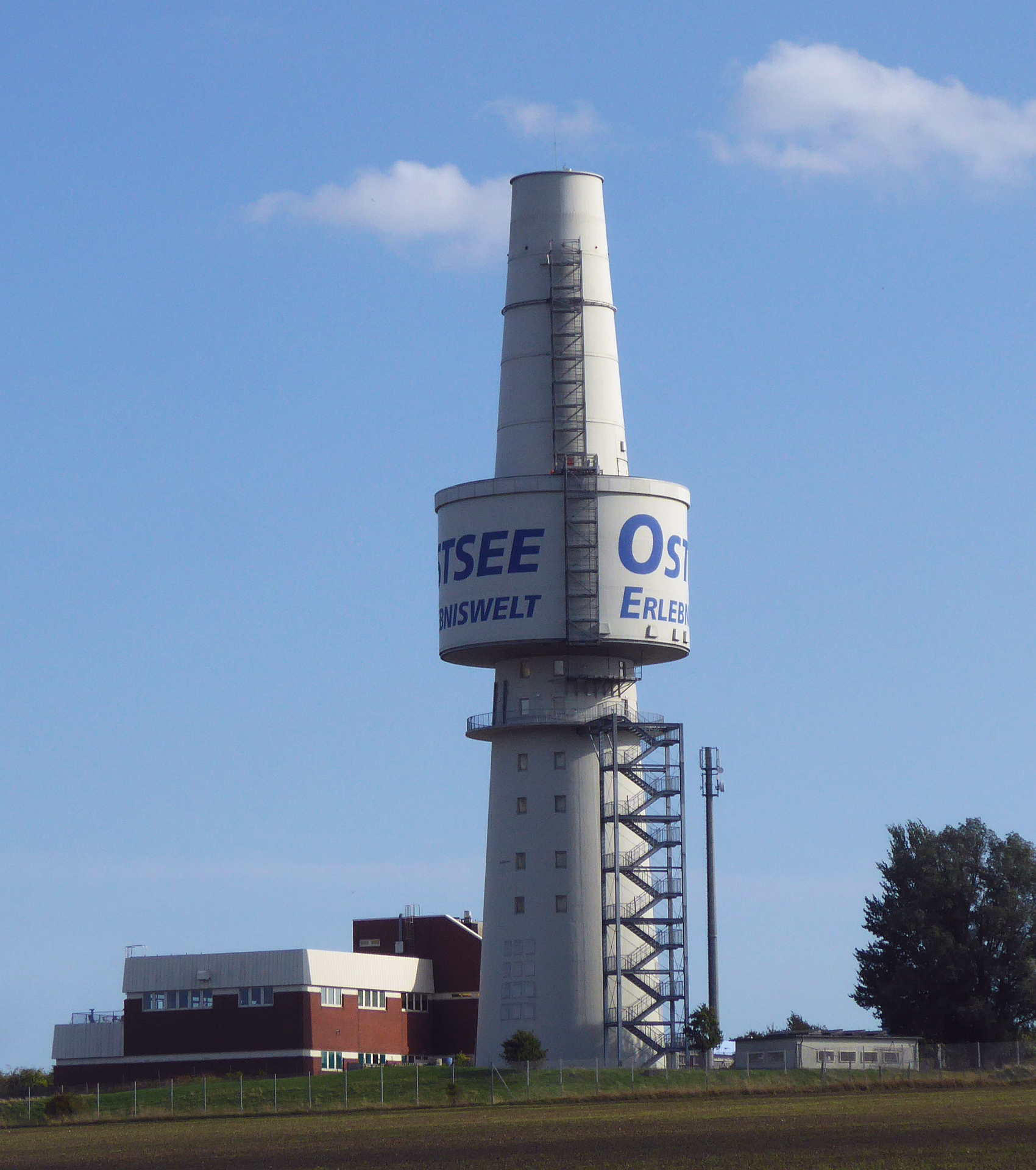
Seit 2012 zivile Nutzung des Turms für die Ostsee Erlebniswelt (2018)

Der Fernmeldesektorturm A oder kurz Turm A war ein Aufklärungsturm der Bundeswehr in Klaustorf nahe Großenbrode an der schleswig-holsteinischen Ostseeküste südlich von Fehmarn im Kreis Ostholstein. Autofahrer kommen auf der Fahrt entlang der Vogelfluglinie nach Dänemark an dem markanten hellgrauen Turm vorbei: Zwischen Heiligenhafen und der Fehmarnsundbrücke steht er östlich der Europastraße 47 auf einer natürlichen Erhebung. Im Volksmund wurde er auch Spökenkieker genannt. In Ostholstein weithin sichtbar, die Turmspitze erreicht 105,50 Meter über NN, diente er der elektronischen Aufklärung bis in eine Entfernung von 600 km. Er war einer von fünf Aufklärungstürmen der Luftwaffe entlang der deutsch-deutschen Grenze: Turm A in Klaustorf, Turm B auf dem Thurauer Berg bei Dannenberg, Turm C auf dem Stöberhai bei Osterode, Turm E auf dem Schneeberg bei Wunsiedel und Turm F auf dem Hohen Bogen bei Kötzting. Außerdem betrieb die Marine den Aufklärungsturm M in Pelzerhaken.

## Geschichte
Turm A wurde zwischen 1965 und 1968 errichtet und 2004 außer Dienst gestellt. Hausherr im Klaustorfer Turm A war die Bundesluftwaffe mit dem Fernmeldesektor A des Fernmelderegiments 71. Die Soldaten waren in Großenbrode in der Fehmarnsundkaserne untergebracht.
Der Turm ist etwa 75 Meter hoch und hat 16 Stockwerke. In den Stockwerken 3 Büros, Stockwerk 5: Werkstatträume und Versorgungsräume. Im vierten Stockwerk saß die Bundesstelle für Fernmeldestatistik (Bundesnachrichtendienst). Im 6. die Marine, 7.: Fernmeldestelle und Kryptoraum, im 9. waren die Schlafplätze. Die Stockwerke im 8. (Abhören des Richtfunks) und im breiteren Wulst 10 (Horchfunker), 11 (Aufnahme von Radarausstrahlungen) beinhalteten die Erfasserplätze, Antennen und Antennenwerkstätten. Darüber bis zur Spitze standen Antennen. Die Außenhaut ab dem neunten Stockwerk besteht aus Polyurethanschaum. Im Turm sind asbesthaltige Materialien als Feuerschutz verbaut.
Um in den Turm zu gelangen, wurde man zuerst durch eine Vereinzelungsschleuse, 4-Personen zur Wache vorgelassen, bei der man den Turmausweis im Tausch gegen eine Wechselkarte erhielt. Dann ging man durch einen etwa 40 Meter langen Tunnel an einer langen Reihe Spinde, dem Notausstieg und einem Schutzraum vorbei in den Turmfuß. Es hingen Bilder an den Wänden vom Bau des Turms und es war ein Diorama einer Funkmessstellung aufgebaut. Im Turm ist zentral der Personenaufzug zu erreichen, nach rechts gelangt man zur Wendeltreppe, zur Wasserversorgung und zu den Notstromaggregaten. Nach links geht es in Werkstatträume und in die Waffenkammer. Um eine Wendeltreppe verläuft vom achten Stockwerk bis zum Turmfuß eine Notrutsche aus Blech. Es wurden ab 1987 noch erweiternde Nebengebäude, die sogenannte horizontale Erweiterung, für das Höhenaufklärerprogramm LAPAS gebaut.

## Gegenwart

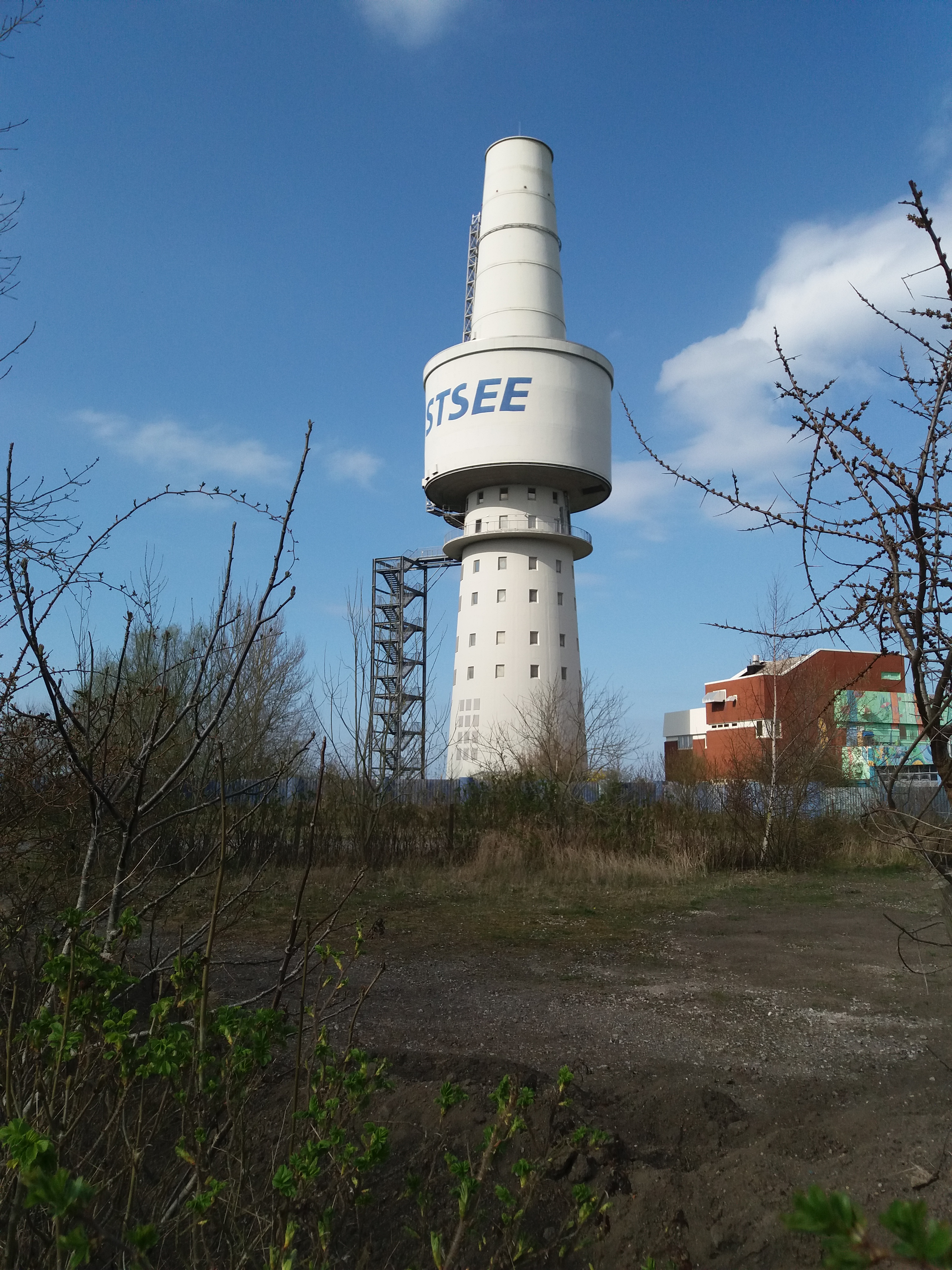
Ostsee Aussichtsturm Klaustorf (2025)

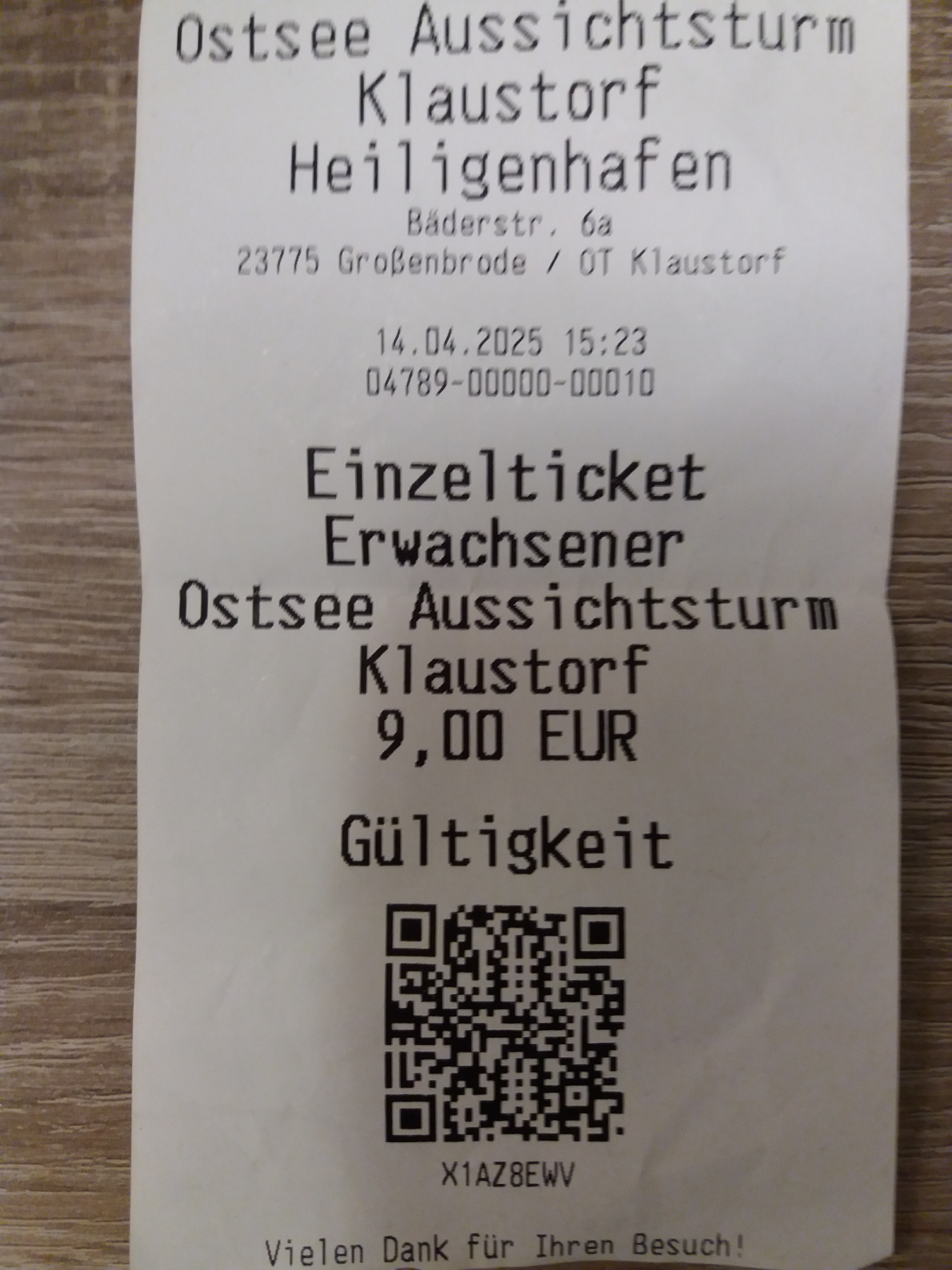
Einzelticket 2025

Der Turm wird nicht mehr militärisch genutzt und wurde an das Meereszentrum Fehmarn verkauft und 2005 in "Ocean Tower" umbenannt. Im „Horizontalen Erweiterungsbau“ wurde 2012 die "Ostsee Erlebniswelt" eröffnet. Der Balkon um das 7. Stockwerk des Turmes befindet sich auf über 80 Meter Höhe über dem Meeresspiegel und ist seit Juli 2017 als Aussichtsplattform zugänglich.